# Amphicnemis martini
Amphicnemis martini là một loài chuồn chuồn kim trong họ Coenagrionidae.
Loài này được xếp vào nhóm Loài ít quan tâm trong sách Đỏ của IUCN năm 2007.
Amphicnemis martini được Ris miêu tả khoa học năm 1911.